# Gerd Faltings
Gerd Faltings, né le 28 juillet 1954 à Gelsenkirchen, est un mathématicien allemand connu pour son travail en géométrie algébrique.

## Biographie
Il étudie les mathématiques et la physique de 1972 à 1978 à l'université de Münster, où il obtient son doctorat de mathématiques en 1978, puis son habilitation de mathématiques en 1981, après un an à Harvard grâce à une Studienstiftung (bourse d'études très sélective).
Durant les années 1978-1981, il est professeur assistant à Münster. Puis il est professeur à l'Université bergeoise de Wuppertal (de) de 1982 à 1984, et à Princeton de 1985 à 1994. En 1993 Barry Mazur le charge, en compagnie de quelques autres spécialistes, de vérifier le manuscrit de Wiles sur la démonstration du dernier théorème de Fermat. Depuis 1995, il est le directeur de l'Institut Max-Planck de mathématiques à Bonn.

## Distinctions et récompenses
- Médaille Fields 1986, pour sa démonstration de la conjecture de Mordell
- Bourse Guggenheim (1988)
- Prix Gottfried Wilhelm Leibniz de la Deutsche Forschungsgemeinschaft (1996)
- Prix Karl Georg Christian von Staudt (2008)
- Officier de l'ordre du Mérite de la République fédérale d'Allemagne (2009)
- Prix Heinz-Gumin (2010)[1]